# Siboglinum inerme
Siboglinum inerme är en ringmaskart som beskrevs av Southward 1958. Siboglinum inerme ingår i släktet Siboglinum och familjen skäggmaskar. Inga underarter finns listade i Catalogue of Life.